# 해리 매과이어
제이콥 해리 매과이어(영어: Jacob Harry Maguire, 1993년 3월 5일 ~ )는 잉글랜드의 축구 선수이다. 프리미어리그의 맨체스터 유나이티드와 잉글랜드 축구 국가대표팀에서 중앙 수비수로 활약하고 있다.

## 클럽 경력
매과이어는 셰필드 유나이티드에서 2011년에 데뷔한 이후 2012년, 2013년, 2014년 셰필드 유나이티드 올해의 선수의 선정되었다. 2014년 여름 이적 시장에서 200만 파운드의 이적료로 헐 시티로 이적하였다. 2017년 4월 11일에는 미들즈브러를 상대로 프리미어리그 데뷔골을 득점하여 4-2 승리에 기여하였다. 이후 2017년 여름 이적 시장에서 레스터 시티와 5년 계약을 맺으며 1700만 파운드의 이적료로 이적하였고 2018년 레스터 시티 올해의 선수에 선정되었다.
2019년 8월 5일, 수비수 역대 최고 이적료를 기록하며 맨체스터 유나이티드로 이적했다.
2017년에 성인 국가대표팀에 처음 발탁되어 리투아니아를 상대로 데뷔하였다. 이후 2018년 FIFA 월드컵에서 국제 대회에 처음 승선하였다.
그 후, 잦은 수비 실수와 부진으로 인해 맨유 팬들에게 골칫거리로 전락하였고, 에릭 텐 하흐의 맨유 부임 이후, 주전 자리에서 밀려나 벤치에서 시즌을 임하게 되었다.
하지만, 2023-24 시즌 중 주전 수비수들의 줄부상으로 인해 리그 8라운드 이후로 선발로 나오고 있으며 코펜하겐과의 챔피언스리그 3차전에서 골을 기록하는 등 폼을 되찾고 있다.

## 국가대표팀 경력
북아일랜드와의 친선 경기를 위해 2012년 11월 잉글랜드 U-21에 처음 소집되었다.
2017년 8월 24일 2018년 FIFA 월드컵 예선을 치르기 위해 개러스 사우스게이트호에 발탁되었다. 2017년 10월 8일 리투아니아를 상대로 데뷔하였다. 이 경기는 1 - 0으로 이겼다.
좋은 모습을 보여 잉글랜드 축구 국가대표팀 2018년 FIFA 월드컵 최종 23인 명단에 선발되었다. 2018년 6월 18일 튀니지를 상대로 선발 출전하여 어시스트(92분 해리 케인 골)를 기록했다. 그리고 7월 7일 스웨덴과의 8강전 경기에서 선발 출전해전반 30분 애슐리 영의 크로스를 받아 헤딩골을 기록했다. 이 경기는 2:0으로 이겨 잉글랜드는 4강으로 진출했다.

## 수상

#### 헐 시티 AFC
- EFL 챔피언십 승격 플레이오프 : 2016

#### 맨체스터 유나이티드 FC
- EFL컵 : 2022-23
- UEFA 유로파리그 : 준우승 (2020-21)
- FA컵 : 2023-24

#### 잉글랜드 축구 국가대표팀
- FIFA 월드컵 : 4위 (2018)
- UEFA 유로 : 준우승 (2020)
- UEFA 네이션스리그 : 3위 (2018-19)

### 개인
- 리그 1 올해의 팀 : 2011/12, 2012/13, 2013/14
- EFL 이달의 영플레이어 : 2011년 8월
- 셰필드 유나이티드 FC 올해의 영플레이어 : 2011/12
- 셰필드 유나이티드 FC 올해의 선수 : 2011/12, 2012/13, 2013/14
- 헐 시티 AFC 올해의 선수 : 2016/17
- 헐 시티 AFC 팬 선정 올해의 선수 : 2016/17
- 레스터 시티 FC 올해의 선수 : 2017/18
- 레스터 시티 FC 팬 선정 올해의 선수 : 2017/18
- UEFA 유로파리그 시즌의 스쿼드 : 2020-21
- UEFA 유로 대회 베스트 : 2021